# Ritratto di Madame Duvaucey
Il Ritratto di Madame Duvaucey (Portrait de Madame Duvaucey) è un dipinto realizzato nel 1807 da Jean-Auguste-Dominique Ingres. Ritrae Antonia Duvauçey de Nittis, amante dell'allora ambasciatore presso la Santa Sede, Charles-Jean-Marie Alquier. Si tratta del primo ritratto femminile dipinto dall'artista durante il suo soggiorno a Roma. Il quadro fa parte delle collezioni del museo Condé di Chantilly. Nel 1833 Ingres ne fece una copia destinata ad Ary Scheffer e che si trova al museo Bonnat.

## Storia
Ingres dipinse questo ritratto nel 1807, quando era un pensionario all'accademia di Francia a Roma. La modella era Anna Antonia de Nittis, allora moglie del capitano di fanteria Charles-Louis Duvaucey, che aveva incontrato negli Appennini romani. Ella era anche l'amante del barone Charles-Jean-Marie Alquier, ambasciatore di Francia presso la Santa Sede a Roma. Ella si sposò con quest'ultimo nel 1824. Pagato 500 franchi all'artista, è uno dei primi ritratti dipinti da Ingres durante il suo soggiorno a Roma assieme al Ritratto di François-Marius Granet. Probabilmente entrambi vennero esposti durante una mostra ai musei Capitolini nel 1809.

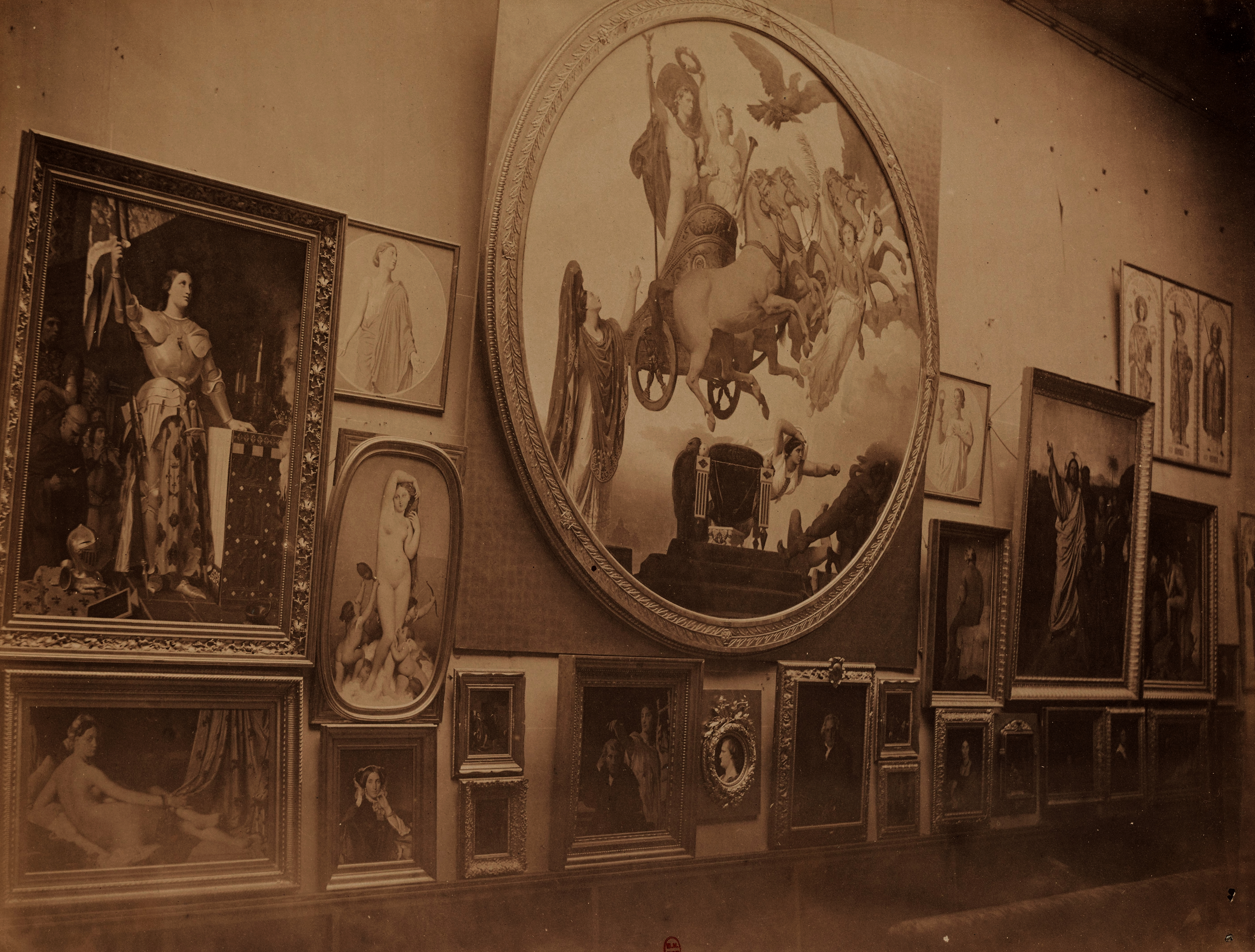
Il ritratto (situato sotto La bagnante di Valpinçon) e altre opere ingresiane all'esposizione universale del 1855.

Il ritratto venne esposto per la prima volta in Francia al Salone del 1833, assieme a un altro ritratto di Ingres, il Ritratto di monsieur Bertin, da lui dipinto l'anno precedente. Fu forse in questa occasione che Antonia Duvauçey, che aveva avuto dei problemi finanziari dopo la morte del suo secondo marito, avrebbe cercato di vendere il quadro. Per questo avrebbe chiesto l'aiuto di Ingres. Altrimenti si ipotizza che questa vendita avvenne nel 1846. In ogni caso, il quadro venne acquistato da Frédéric Reiset, che lo espose all'esposizione universale del 1855. Lo conservò fino al 1879, l'anno dell'acquisto di tutta la sua collezione da Enrico d'Orléans, il duca d'Aumale. Quest'ultimo quindi lo espose nel suo castello di Chantilly, dove si trova tuttora.
Una replica ridotta autografa è conservata al museo Bonnat di Bayonne: venne dedicata da Ingres ad Ary Scheffer. Due incisioni ne furono tratte da Achille Réveil e Léopold Flameng.

## Descrizione

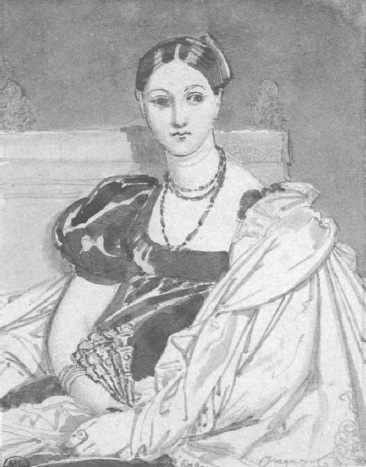
Uno studio per l'opera.

La tela raffigura Antonia Duvauçey de Nittis seduta su una sedia davanti a uno sfondo scuro. Ella indossa un abito nero a maniche corte porta una collana al collo, mentre la sua spalla sinistra è coperta da uno scialle su cui si intravede la firma dell'artista. La sua mano sinistra presenta degli anelli e stringe un ventaglio, mentre il braccio destro è ornato da dei braccialetti. La donna accenna leggermente un sorriso, che gli è valso il soprannome di "Gioconda di Ingres", e fissa negli occhi lo spettatore. La composizione si concentra molto sulla forma curvilinea, come si vede nel volto ovale, gli occhi a mandorla, le curve dolci delle braccia e i gioielli. Secondo il poeta e critico francese Théophile Gautier, che vide l'opera al Salone del 1833, gli occhi di Antonia Duvauçey "entrano nell'anima dello spettatore come due getti di fiamma", mentre le mani, distratte da un piccolo ventaglio, simboleggiano "l'indifferenza assoluta" dell'effigiata.
Si conservano vari disegni di mano del pittore: uno con delle tegole (MI.867.240), un altro che presenta un cuscino sotto il braccio destro (MI.867.241), destinati all'incisione ed entrambi al museo Ingres di Montauban. Un altro al museo del Louvre fu realizzato riprendendo il dipinto  (inv. RF1443) e un altro è al Petit Palais (PPD1281). Due disegni si trovano in delle collezioni private, tra i quali uno venduto presso Drouot il 25 novembre 1993.